# 90463 Johnrichard
90463 Johnrichard è un asteroide della fascia principale. Scoperto nel 2004, presenta un'orbita caratterizzata da un semiasse maggiore pari a 3,1166119 UA e da un'eccentricità di 0,0491189, inclinata di 8,97227° rispetto all'eclittica.